# Bernd J. Hartmann

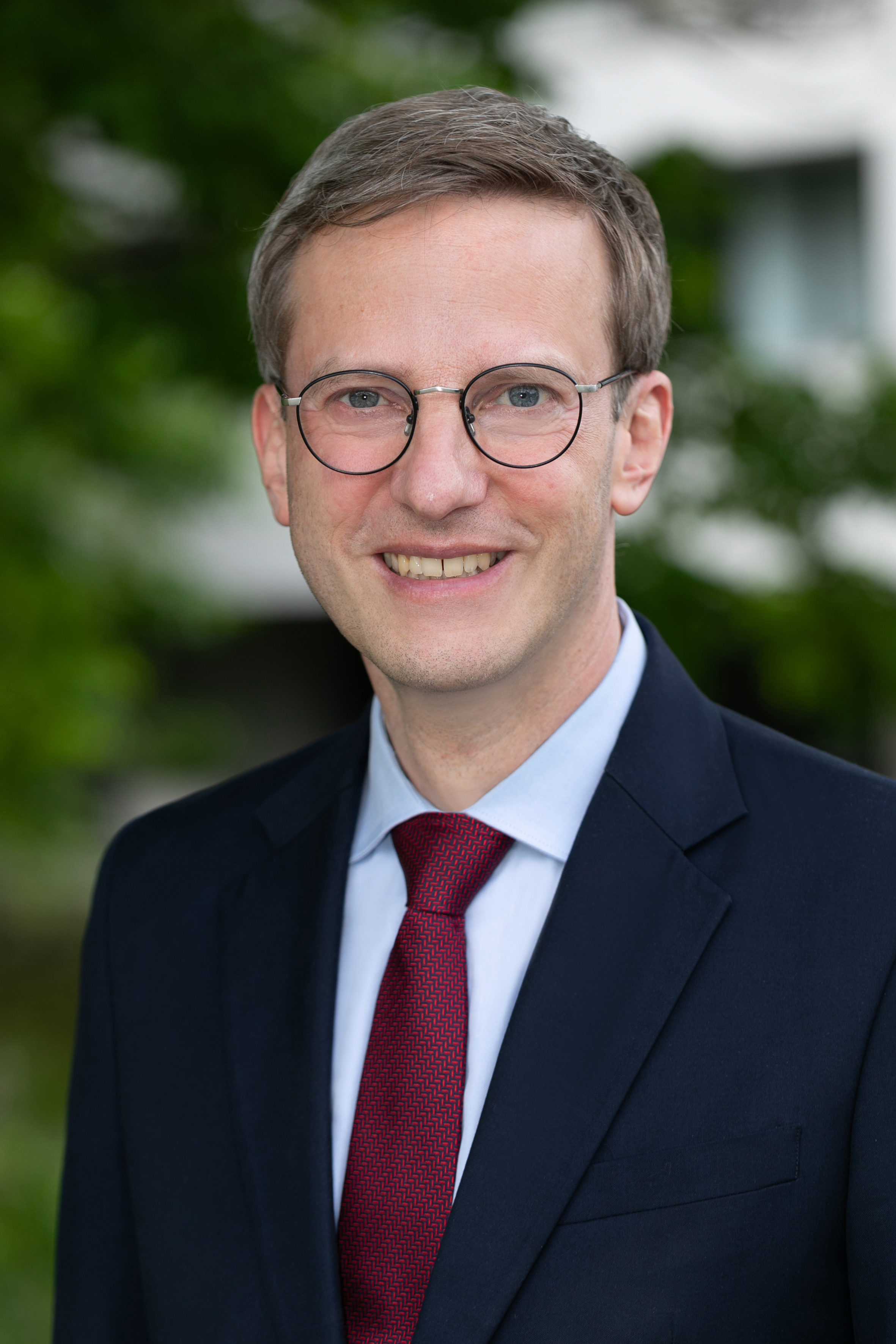
Bernd J. Hartmann (2024)

Bernd J. Hartmann (* 13. November 1973 in Recklinghausen) ist ein deutscher Staatsrechtslehrer und Verwaltungsrechtler. Er lehrt Öffentliches Recht, Wirtschaftsrecht und Verwaltungswissenschaften an der Universität Regensburg. Zu seinen Forschungsgebieten zählt außerdem die Rechtsgeschichte.

## Leben
Nach dem Abitur am Gymnasium Petrinum in Recklinghausen studierte Hartmann von 1994 bis 1999 Rechtswissenschaft an den Universitäten Münster und Paris Descartes. Er beendete das Studium mit dem Ersten Juristischen Staatsexamen vor dem Oberlandesgericht Hamm. 2001/02 folgte ein Graduiertenstudium an der University of Virginia School of Law in Charlottesville, das Hartmann mit dem Master of Laws (LL. M.) abschloss. Mit einer von Bodo Pieroth betreuten Dissertation zum Thema Volksgesetzgebung und Grundrechte, ausgezeichnet mit dem Harry-Westermann-Preis, wurde Hartmann im Jahr 2004 in Münster promoviert. Der juristische Vorbereitungsdienst, den Hartmann in den Jahren 2003 bis 2005 beim Landgericht Düsseldorf ableistete, führte ihn unter anderem an das Bundesverfassungsgericht.
Im Jahr 2005 kehrte Hartmann, nachdem er das Zweite Juristische Staatsexamen abgelegt hatte, als Wissenschaftlicher Mitarbeiter und Akademischer Rat an die Universität Münster zurück. Aufgrund der Habilitationsschrift Öffentliches Haftungsrecht. Ökonomisierung – Europäisierung – Dogmatisierung verlieh die Universität Münster Hartmann im Jahr 2011 die Lehrbefugnis für Öffentliches Recht und Verwaltungswissenschaften. Die Habilitationsschrift wurde mit Preisen der Fakultät und der Universität ausgezeichnet. Als Habilitand war Hartmann Mitglied im Jungen Kolleg der Nordrhein-Westfälischen Akademie der Wissenschaften und der Künste (2008–2011).
Nach einer Lehrstuhlvertretung an der Universität Heidelberg (Institut für Staatsrecht, Verwaltungslehre und Rechtsphilosophie) im Wintersemester 2011/12 erhielt Hartmann im Jahr 2012 einen Ruf an die Universität Osnabrück. Dort wurde er im Jahr 2013 zum Universitätsprofessor für Öffentliches Recht, Wirtschaftsrecht und Verwaltungswissenschaften ernannt. Seine Antrittsvorlesung behandelte das Thema „Dienende Freiheit – notwendige Verstärkung oder widersprüchliche Begrenzung subjektiver Rechte?“. Im Jahr 2014 wurde Hartmann zum Vorsitzenden des Landesverbands Niedersachsen im Deutschen Hochschulverband gewählt. Das Amt übte Hartmann über zwei Wahlperioden bis zum Jahr 2018 aus.
Im akademischen Jahr 2015/16 war Hartmann Dekan des Fachbereichs Rechtswissenschaften der Universität Osnabrück, davor Prä-, danach Prodekan. Seit dem Wintersemester 2016/17 war Hartmann Geschäftsführender Direktor des Instituts für Kommunalrecht und Verwaltungswissenschaften (IKV). Anschließend wurde Hartmann Gründungsdirektor des Instituts für Staats-, Verwaltungs- und Wirtschaftsrecht (ISVWR) der Universität Osnabrück. Das Institut ist im Sommersemester 2021 durch den Zusammenschluss des IKV mit dem Institut für Finanz- und Steuerrecht (InstFSR) entstanden. Im Jahr 2019 lehnte Hartmann einen Ruf an die Fernuniversität in Hagen auf eine W3-Professur für Öffentliches Recht, insbesondere Verwaltungsrecht sowie ein Grundlagenfach, ab.
Zum Wintersemester 2023/24 nahm Hartmann einen Ruf an die Universität Regensburg an. Er ist Inhaber des Lehrstuhls für Öffentliches Recht, Wirtschaftsrecht und Verwaltungswissenschaften an der Fakultät für Rechtswissenschaft. Außerdem ist Hartmann Mitglied im Zukunftsrat Nachhaltigkeit der Universität Regensburg.
Hartmann ist Mitherausgeber der juristischen Ausbildungszeitschrift JURA (Walter de Gruyter) sowie Mitglied u. a. der Vereinigung der Deutschen Staatsrechtslehrer, der Wissenschaftlichen Vereinigung für das gesamte Regulierungsrecht und der Vereinigung für Verfassungsgeschichte. Im September 2019 gehörte er zu den etwa 100 Staatsrechtslehrern, die sich mit dem offenen Aufruf zum Wahlrecht Verkleinert den Bundestag! an den Deutschen Bundestag wandten.
Hartmann ist verheiratet und Vater von drei Kindern.

## Auszeichnungen und Preise
- 2004 Harry-Westermann-Preis der Rechtswissenschaftlichen Fakultät der Universität Münster (1. Platz)[1]
- 2008 Aufnahme in das Junge Kolleg der Nordrhein-Westfälischen Akademie der Wissenschaften und der Künste[4]
- 2011 Habilitationspreis der Juristischen Studiengesellschaft Münster e.V.[2]
- 2012 Nachwuchsförderpreis der Universitätsgesellschaft Münster[3]

## Schriften (Auswahl)
Als Autor:
- Volksgesetzgebung und Grundrechte. Duncker & Humblot, Berlin 2005, ISBN 3-428-11821-9 (zugleich: Dissertation, Universität Münster, 2004).
- Öffentliches Haftungsrecht. Ökonomisierung – Europäisierung – Dogmatisierung. Mohr Siebeck, Tübingen 2013, ISBN 978-3-16-152525-4 (zugleich: Habilitationsschrift, Universität Münster, 2011).
- Inklusive Verwaltung. Der vorübergehende Seitenwechsel aus der Privatwirtschaft in den Staatsdienst (= Nordrhein-Westfälische Akademie der Wissenschaften und der Künste: Vorträge der Klasse für Geisteswissenschaften. Band 444). Schöningh, Paderborn 2014, ISBN 978-3-506-77997-7.

Als Herausgeber:
- mit Bodo Pieroth: Spielbanken und Spielhallen zwischen Landes-, Bundes- und Unionsrecht. Zwei Rechtsgutachten. Nomos, Baden-Baden 2013, ISBN 978-3-8487-0509-2.
- mit Thomas Mann, Veith Mehde: Landesrecht Niedersachsen. Studienbuch. Nomos, Baden-Baden, 4. Aufl. 2023, ISBN 978-3-8487-8664-0.
- Hausarbeit im Staatsrecht. Musterlösungen und Gestaltungsrichtlinien für das Grundstudium. C.F. Müller, Heidelberg, 5. Aufl. 2023, ISBN 978-3-8114-6144-4 (frühere Auflagen mit Bodo Pieroth und Christoph Görisch).
- mit Christoph Görisch, Thorsten Kingreen: Verfassungsrecht: historisch und dogmatisch, theoretisch und literarisch. Ausgewählte Schriften von Bodo Pieroth. C.F. Müller, Heidelberg 2020, ISBN 978-3-8114-5268-8.
- mit Regina Grundmann, Daniel Siemens: „Was soll aus uns werden?“ Zur Geschichte des Centralvereins deutscher Staatsbürger jüdischen Glaubens im nationalsozialistischen Deutschland. Metropol, Berlin 2020, ISBN 978-3-86331-530-6.